# Alexander Bridges
Alexander Bridges là một cầu thủ bóng đá người Anh. Là một outside left, câu lạc bộ duy nhất được biết đến của ông là Blackpool, có 7 lần ra sân tại Football League năm 1932.